# Mirza Bulić
Mirza Bulić (Celje, Eslovenia, 27 de junio de 1992) es un baloncestista bosnio que juega en la posición de ala-pívot en las filas del Mineros de Zacatecas de la Liga nacional Mexicana.

## Carrera deportiva
Es un ala-pívot nacido en Eslovenia, pero formado en Bosnia de 207 centímetros de altura. Bulić fue internacional en categorías inferiores con Bosnia-Herzegovina y durante dos temporadas jugó en las filas de uno de los mejores equipos del país, el KK Spars de Sarajevo, uno de los equipos con mayor tradición de forjar a jóvenes talentos.
En 2009, fue uno de los jugadores más importantes de la selección bosnia U18 (14,3 pts y 6,6 reb) y U20 (10,9 ptos y 5,1 reb). En su última temporada en Bosnia, promedió 8,2 puntos, 5 rebotes para una valoración media de 8,9 puntos en 23,3 minutos.
En 2015, firma con el Araberri Basket Club de LEB Plata, donde fue uno de los jugadores más destacados, promediando un total de 11 puntos y 5,3 rebotes en 29 minutos de juego.
En noviembre de 2016, firma con el Club Baloncesto Peñas Huesca de LEB Oro, el pívot llegaría procedente de Marruecos, en donde se encontraba disputando la primera división de baloncesto.
En 2017, se une al proyecto del Iraurgi Saski Baloia, donde disputó su tercera temporada en ligas FEB.
En julio de 2018, el Leyma Coruña anuncia el fichaje del ala-pívot bosnio para sus filas en la temporada 2018/2019.
En diciembre de 2019, abandona las filas del Leyma Coruña y firma por el Club Melilla Baloncesto hasta el final de la temporada 2019/2020.
En verano de 2020, firma por el Força Lleida Club Esportiu de la Liga LEB Oro, por una temporada.
El 16 de agosto de 2021, firma por el Grupo Alega Cantabria de la Liga LEB Plata, por una temporada.